# Burmopsylla maculata

Burmopsylla maculata (лат.) — ископаемый вид крылатых насекомых из семейства Archipsyllidae (Permopsocida). Меловой период (бирманский янтарь, возраст находки около 100 млн лет) Мьянма. Лапки 4-члениковые. Задние крылья сходны с передним по форме и жилкованию, в передних крыльях развиты поперечные жилки ra-rp, rp-m и cua-cup, двухразветвлённая R, четырёх-разветвлённая M. Вместе с видами Archipsyllodes speciosus Vishnyakova, 1976, Archipsyllopsis baissica Vishnyakova, 1976, Mydiognathus eviohlhoffae Yoshizawa and Leinhard 2016, Eopsylla sojanense и Psocorrhyncha burmitica Huang et al. 2016 образует семейство Archipsyllidae Handlirsch, 1906. Вид был впервые описан в 2016 году китайскими энтомологами. Таксон Archipsyllidae вместе с семействами Permopsocidae и Psocidiidae выделяют в близкий к вшам, сеноедам и трипсам ископаемый отряд Permopsocida Tillyard 1926 с сосущими ротовыми органами.